# Горнад
Го́рнад (словац. Hornád, венг. Hernád) — река в Словакии и Венгрии, приток Шайо. Длина реки составляет 286 км. Площадь бассейна реки составляет 5500 км².

## Течение

Бассейн реки Горнад

Река Горнад берёт начало в Низких Татрах у подножья горы Кралёва-Голя. Течёт на восток, в районе деревни Кисак поворачивает на юг. Протекает через словацкие исторические области Спиш и Абов. В Венгрии протекает по территории медье Боршод-Абауй-Земплен.
На Горнаде находятся города Кромпахи, Спишске-Влахи, Спишска-Нова-Вес, Кошице. На реке несколько гидроэлектростанций.
Река протекает по территории национального парка Словацкий Рай.

## Притоки
Главные притоки — Гнилец, Ольшава, Свинка, Ториса.